# Фонтанини, Фабрисио
Фабрисио Баутиста Фонтанини (исп. Fabricio Bautista Fontanini; родился 30 марта 1990, Рафаэла, Аргентина) — аргентинский футболист, защитник клуба «Атлетико Рафаэла».

## Биография
Фонтанини начал карьеру в клубе «Атлетико Рафаэла» из своего родного города. В 2008 году он дебютировал в аргентинской Примере. В первых сезонах Фабрисио появлялся на поле в считанных встречах и поэтому в 2010 году он на правах аренды перешёл в «Кильмес». 7 августа в поединке против «Колона» Фонтанини дебютировал за новую команду. Он провёл почти весь сезон без замен и по возвращении из аренды завоевал место в основе «Атлетико Рафаэла». 1 октября в матче против «Лануса» Фабрисио забил свой первый гол за клуб.
Летом 2013 года Фонтанини перешёл в «Сан-Лоренсо». 3 ноября в матче против «Бока Хуниорс» он дебютировал за новую команду. 21 марта 2014 года в поединке Кубка Либертадорес против чилийского «Унион Эспаньола» Фабрисио дебютировал за «Сан-Лоренсо» на международном уровне. В том же году Фонтанини стал чемпионом Аргентины, а также выиграл Кубок Либертадорес.
Летом 2016 года Фабрисио переехал в Европу, подписав контракт с итальянской «Виченцой». 27 августа в матче против «Карпи» он дебютировал в итальянской Серии B.
В начале 2017 года Фонтанини на правах свободного агента подписал контракт с чилийским «О’Хиггинс». 11 февраля в матче против «Унион Эспаньола» он дебютировал в чилийской Примере. 25 февраля в поединке против «Кобресаль» Фабрисио забил свой первый гол за «О’Хиггинс».

## Достижения
«Сан-Лоренсо»
- Чемпионат Аргентины по футболу — Инисиаль 2013/2014
- Обладатель Кубка Либертадорес — 2014